# Shkumbini
Lo Shkumbini (anche Shkumbin; latino Genusus o Genessus) è un fiume che scorre nella parte centrale dell'Albania e sfocia nel mare Adriatico. Il fiume è lungo 181 km e ha una portata di circa 61,5 m³/s.

## Geografia
Nasce sul lato orientale del monte Valamara tra le cime Maja e Valamarës (2375 m s.l.m.) e Gur i Topit (2120 m s.l.m.) nella parte sud-occidentale del paese, a sud-ovest del Lago di Ocrida vicino al villaggio Llëngë nella prefettura di Coriza. 
Nel suo primo tratto scorre verso nord, inizialmente in strette gole profonde attraverso i Monti Gora, viene alimentato da numerosi torrenti e attraversa le località di Proptisht e Qukës, un significativo apporto di acque gli giunge dal Gur i Kamjës (1 481 m s.l.m.) a sudovest di Pogradec.
Nel prosieguo del percorso scorre entro una sinclinale tra i monti Mokra e Shebenik a est e i monti Polis a ovest, nei pressi della città di Librazhd piega verso ovest e riceve le acque del fiume Rrapun, il suo affluente principale.
In una stretta gola lunga 8 km e chiamata Gola di Shkumbin (Gryka e Shkumbinit) attraversa un'area montuosa e presso Elbasan entra nella pianura costiera dove scorre in un'ampia valle, lambisce infine la parte settentrionale della pianura di Myzeqe. A nord della laguna di Karavasta forma un piccolo delta col quale sfocia nel Mare Adriatico.
Nella zona di Elbasan vengono derivati dallo Shkumbin due canali, il Nuam Panxhi e il Ferras, che attraverso un sistema di irrigazione soddisfano le esigenze idriche dell'agricoltura della bassa pianura di Cërrik.

## Storia
In vari periodi storici il fiume era considerato il confine settentrionale naturale della regione geografica dell'Epiro, mentre nel corso dei secoli V-VI lo Shkumbin era il confine culturale tra il mondo illirico e quello greco.
È considerato la linea di separazione fra i due dialetti principali della lingua albanese: tosco (a sud) e il ghego (a nord).